# 아메드 파라스
아메드 파라스(1946년 12월 7일 ~ 2025년 7월 16일, 아랍어: أحمد فراس)는 모로코의 전 축구 선수이다. 그는 모로코 축구 국가대표팀으로 42골을 득점하였으며 모로코가 처음으로 출전한 월드컵인 1970년 FIFA 월드컵과 1972년 하계 올림픽에 출전했으며, 1975년 아프리카 올해의 축구 선수 수상자이기도 했다. 그는 클럽 경력을 고향에 있는 클럽인 SSC 모하메디아에서만 보냈다.